# Distrito de Santa Ana (El Salvador)
O Distrito de Santa Ana é um dos três distritos em que se divide o departamento de Santa Ana, em El Salvador. Foi criado em 1786, pertencendo à Intendência de San Salvador. 
O Distrito de Santa Ana é formado pelos seguintes municípios:
- Santa Ana
- Texistepeque
- Coatepeque
- El Congo